# Fraternité bugeysienne

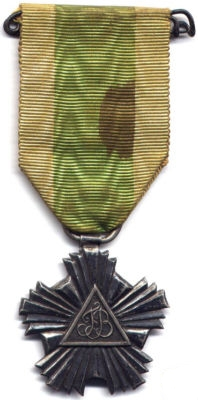
Médaille de la loge de la Fraternité bugeysienne.

La Fraternité bugeysienne est le titre distinctif d'une loge maçonnique d'Ambérieu-en-Bugey dans la région naturelle du Bugey et dans le département de l'Ain.
En sommeil depuis l'après-guerre, la loge a repris ses activités en 2009 : elle dispose d'un temple maçonnique situé sur la commune de Saint-Denis-en-Bugey, en périphérie d'Ambérieu-en-Bugey. Elle est affiliée au Grand Orient de France et travaille au Rite français.

## Histoire

### À l'origine

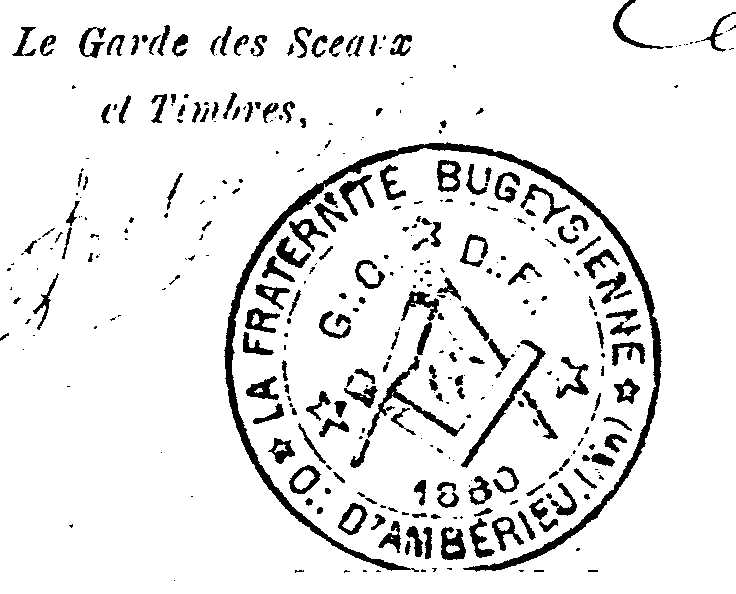
Sceau de la Fraternité (1880).

La Fraternité bugeysienne est l'émanation d'une « loge mère » : la sincère Amitié, constituée en 1782 à Lyon, sous les auspices du Grand Orient de France.
En 1879, cette loge quitta son obédience d'origine pour rejoindre la Grande Loge symbolique écossaise. 
Des membres de l'atelier lyonnais, vinrent alors installer à Saint-Sorlin-en-Bugey un nouvel atelier, « La Fraternité bugeysienne », dont les feux furent allumés le 4 juillet 1880. Les Frères se réunissaient dans un local aménagé en temple, situé avenue de la gare. Elle était dirigée par Philibert Delorme, bourrelier de métier et maire de la commune.

### L'installation à Ambérieu

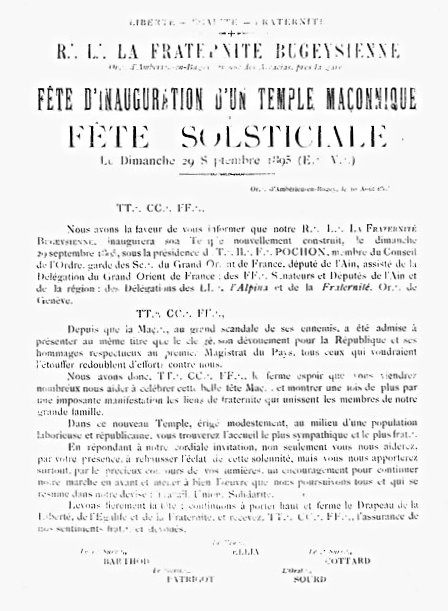
Une invitation à l'inauguration du temple maçonnique en 1895.

En 1893, la loge s'installe à Ambérieu. Elle était alors plutôt apolitique, constituée principalement d'artisans et d'entrepreneurs. Néanmoins le très anticlérical conseiller général d'Ambérieu, Alexandre Bérard, en faisait déjà partie.
Un temple maçonnique est construit en 1895, au 30 de la route de Saint-Denis (devenue par la suite avenue Général Sarrail) à Ambérieu. À ce propos, le texte d'invitation à l'inauguration illustre l'orientation populaire et républicaine de l'atelier :
« Dans ce nouveau temple, érigé modestement, au milieu d'une population laborieuse et républicaine, vous trouverez l'accueil le plus sympathique et le plus fraternel ».

### Première Guerre mondiale
Au tout début de la Première Guerre mondiale, un officier détracteur de l'ordre fait saccager le temple. Il sera renvoyé de l'armée et remboursera les dégâts. Après cet évènement, l'École d'Aviation de la ville réquisitionne le local pour y accueillir des soldats.
À la fin du conflit, les frères étant disséminés dans toute la région, il faut attendre 1922 et la reprise totale des transports ferroviaires pour que tous puissent à nouveau se rendre au temple. Il faudra également composer avec des héritiers de frères décédés, qui exigent le remboursement de leurs parts dans la Société Civile propriétaire du local. En conséquence, la reprise des activités ne sera possible qu'en 1923.
L'activité de la loge se perpétue après le mort en 1923 de son principal animateur, Alexandre Bérard, grâce notamment à l'engagement du maire d'Ambérieu, Émile Bravet.

### Seconde Guerre mondiale
En 1941, les biens immobiliers de la loge furent mis sous séquestre en exécution des lois de 1940 votées sous le régime de Vichy et plusieurs frères furent stigmatisés ; le remplacement d'Émile Bravet par son adjoint Théo Tiller s'explique en partie par son appartenance maçonnique. 
Enfin en 1946, les derniers biens de la loge furent vendus. L'ancien temple est désormais la salle de gymnastique de l'Amicale laïque Jules-Ferry d'Ambérieu-en-Bugey.

## Quelques personnalités de la loge
- Alexandre Bérard : ministre de la Troisième République, député de l'Ain et conseiller général d'Ambérieu ;
- Émile Bravet, député de l'Ain et maire d'Ambérieu ;
- Joseph Pochon, député et sénateur de l'Ain[6], président du conseil général de l'Ain.

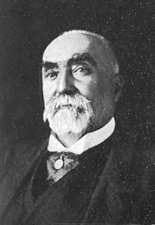
Alexandre Bérard.
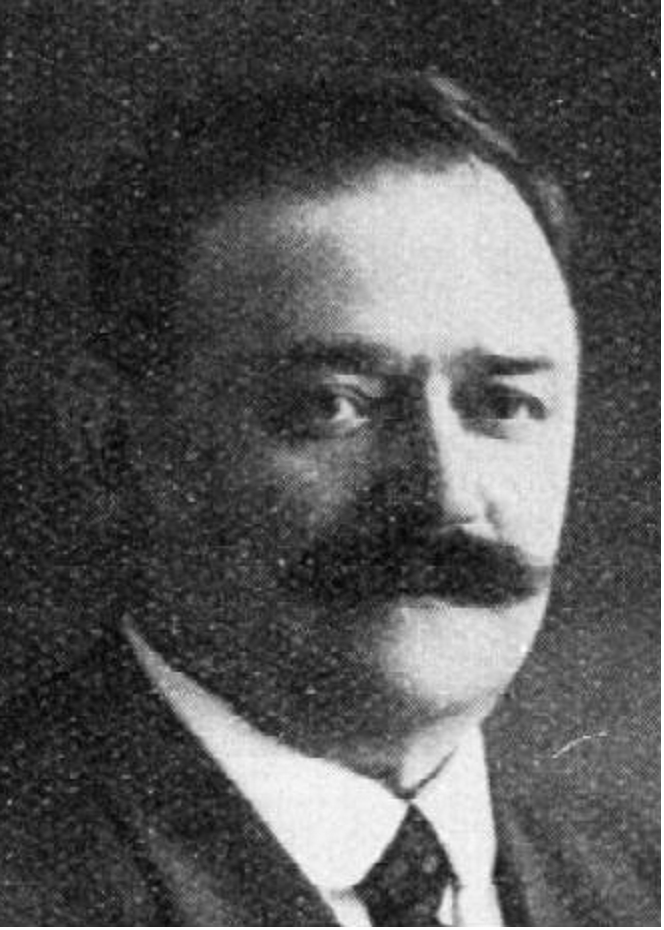
Émile Bravet.
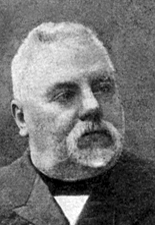
Joseph Pochon.